# Hexatoma (Eriocera) ctenophoroides
Hexatoma (Eriocera) ctenophoroides is een tweevleugelige uit de familie steltmuggen (Limoniidae). De soort komt voor in het Oriëntaals gebied.